# Лодка на траве
«Лодка на траве» (фр. Le bateau sur l'herbe) — французский кинофильм 1970 года (вышел в прокат в 1971).

## Сюжет
Оливье, происходящий из состоятельной семьи, и рыбак Давид – друзья с детства. Несмотря на разницу в происхождении, они часто проводят время вместе, и Оливье даже разрешает Давиду жить в его квартире. Друзья решают построить лодку в сельской местности. Давид знакомится с привлекательной Элеанор и вскоре влюбляется в неё. Девушка решает разбить дружбу молодых людей и возбуждает ревность у Оливье.

## В ролях
- Клод Жад — Элеонора
- Жан-Пьер Кассель — Давид
- Джон Макинери — Оливер
- Валентина Кортезе — Кристин

## Премии и номинации
- Каннский кинофестиваль 1971 — фильм участник основного конкурсного показа.